# Julie Davis

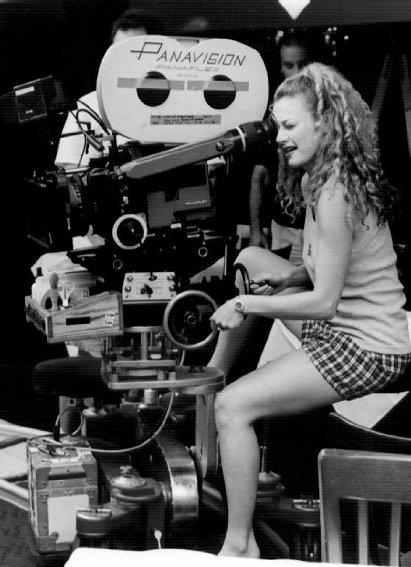
Julie Davis am Set von Amys Orgasmus (2001)

Julie Davis (* 1969 in Miami Beach, Florida; gebürtig Julie Sandra Davis) ist eine US-amerikanische Regisseurin, Drehbuchautorin, Schauspielerin, Filmproduzentin und Filmeditorin.

## Leben und Leistungen
Davis debütierte als Schauspielerin an der Seite von Tom Hanks in der Komödie Bachelor Party (1984), ihre Rolle wurde jedoch im Abspann nicht erwähnt. Ein Jahr später war sie in jeweils einer kleinen Nebenrolle in den Fernsehkomödien Challenge of a Lifetime und California Girls zu sehen. Sie schloss das Dartmouth College ab und zog nach Los Angeles.
Als Regisseurin debütierte Davis mit dem Horrorfilm Witchcraft VI (1994), für den sie auch das Drehbuch mitschrieb. Bei der Komödie Küssen verboten (1997) wirkte sie als Regisseurin, Drehbuchautorin, Produzentin, Editorin und Darstellerin in einer Nebenrolle mit. Zur Komödie Amys Orgasmus (2001) steuerte sie Regie, das Drehbuch, die Darstellung in der Hauptrolle, die Produktion und den Schnitt bei. Für diese Arbeit erhielt sie im Jahr 2001 den Publikumspreis des Santa Barbara International Film Festivals.
Davis ist mit dem Filmproduzenten Scott Mandell verheiratet und hat ein Kind.

## Filmografie (Auswahl)
- 1984: Bachelor Party (Rolle)
- 1985: Challenge of a Lifetime (Rolle)
- 1985: California Girls (Rolle)
- 1993: Street Angels (Schnitt)
- 1994: Witchcraft VI (Regie, Drehbuch)
- 1996: Shoot the Moon (Schnitt)
- 1997: Küssen verboten (I Love You, Don't Touch Me!; Regie, Drehbuch, Rolle, Produktion, Schnitt)
- 2001: Amys Orgasmus (Amy's Orgasm; Regie, Drehbuch, Hauptrolle, Produktion, Schnitt)
- 2001: All Over the Guy
- 2009: 2009 Finding Bliss (Regie, Drehbuch, Rolle)